# Die Hochzeit

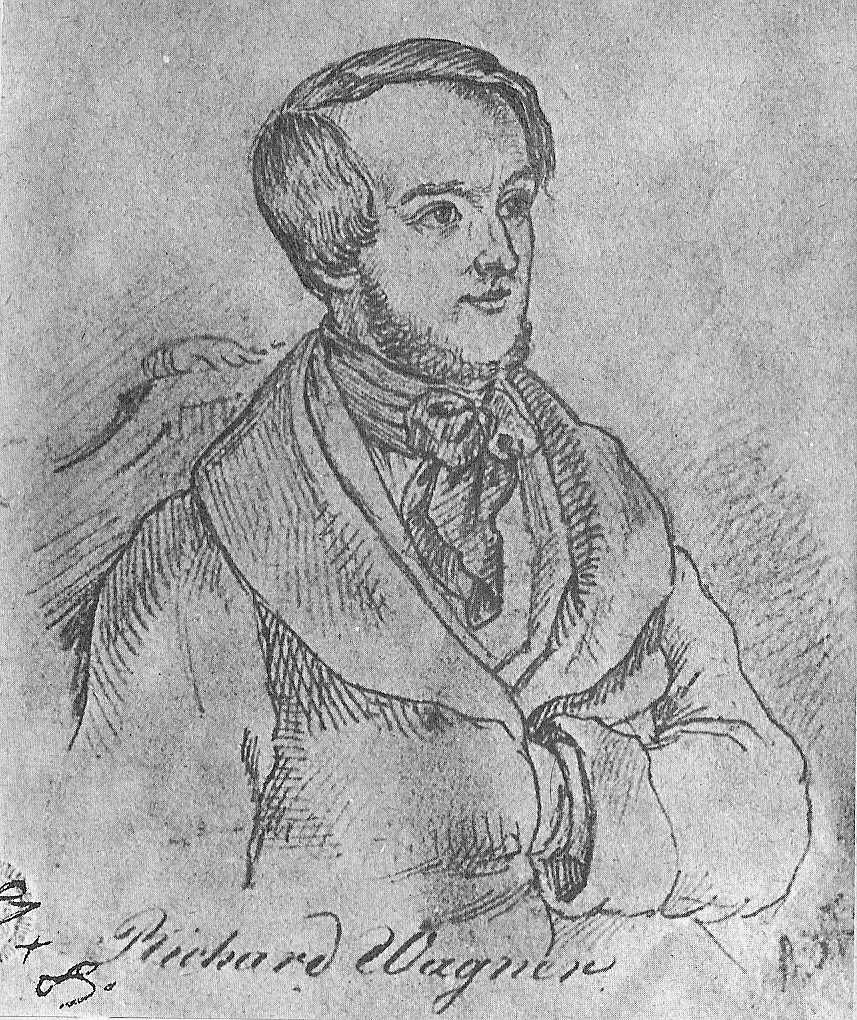
Richard Wagner en Paris 1842

Die Hochzeit (La boda) es una ópera inacabada del compositor alemán Richard Wagner. Wagner completó el libreto y comenzó a componer la música en el otoño de 1832.
Abandonó el proyecto cuando su hermana Rosalie, quien era la que sustentaba a su familia, le expresó su desagrado con la historia. Wagner abandonó la composición y destruyó el libreto.

## Argumento
Una solterona llamada Ada iba a casarse con un joven llamado Arindal. La pareja no sentía nada entre sí, sino que iban a celebrar su matrimonio motivados por intereses políticos. En la víspera de la boda, Cadolt, quien estaba enamorado de Ada, entró en la habitación de la novia con la idea de pasar una última noche de pasión. Ada rechazó las proposiciones de Cadolt y evitó ser raptada por él tirándolo por el balcón. A pesar de haber causado su muerte, Ada también estaba enamorada de Cadolt, y en su funeral se derrumbó al lado del cuerpo de su amado y murió.

## Apuntes adicionales
Sólo ha llegado a nuestros días un septeto de la ópera.
Ada y Arindal fueron los nombres que Wagner usó para dos personajes principales en Die Feen (Las hadas), la primera ópera que Wagner completó.
- Datos: Q1213477